# Князь Москворецкий (Франция)

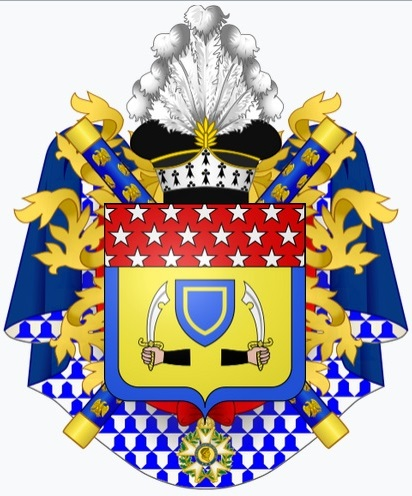
Герб первого князя Москворецкого — Мишеля Нея

Князь Москворецкий (фр. Prince de la Moskowa) — французский дворянский  титул, созданный Наполеоном Бонапартом для маршала Мишеля Нея 25 марта 1813 года в честь Бородинского сражения. Титул передавался по наследству среди потомков Нея в 1815—1969 годах и исчез со смертью последнего наследника в 1969 году.

## Владельцы титула
- 1813—1815 — Мишель Ней (10 января 1769 — 7 декабря 1815), 1-й князь Москворецкий. Французский полководец. Маршал и пэр Франции, один из ближайших соратников Наполеона, участвовавший почти во всех его кампаниях.
- 1815—1857 — Наполеон Жозеф Ней (8 мая 1803 — 25 июля 1857), 2-й князь Москворецкий. Французский политический и военный деятель, бригадный генерал, старший сын Мишеля Нея.
- 1857—1882 — Эдгар Наполеон Анри Ней (12 апреля 1812 — 4 октября 1882), 3-й князь Москворецкий. Политический деятель Второй империи, помощник Наполеона III, дивизионный генерал, четвёртый сын Мишеля Нея.
- 1882—1928 — Леон Наполеон Луи Мишель Ней (11 января 1870 — 21 октября 1928), 4-й князь Москворецкий. Старший сын Эдгара Нея.[2]
- 1928—1933 — Шарль Алоиз Жан Габриэль Ней (3 декабря 1873 — 22 октября 1933), 5-й князь Москворецкий. Младший сын Мишель-Алоис Нея, 3-го герцога д’Эльхинген.[3]
- 1933—1969 — Мишель Жорж Наполеон Ней (31 октября 1905 — 18 декабря 1969), 6-й князь Москворецкий. Единственный сын Шарля Нея, последний из князей Москворецких.[4]